# Gare d'Erwetegem
La gare d'Erwetegem est une ancienne gare ferroviaire belge de la ligne 122, de Melle à Grammont située à Erwetegem, dans la commune de Zottegem, en Région flamande dans la province de Flandre-Orientale.
Elle est mise en service en 1871 par les Chemins de fer de l’État belge et ferme à tous trafics en 1984.

## Situation ferroviaire
Jusqu'à sa fermeture en 1984, la gare d'Erwetegem se trouvait au point kilométrique (PK) 101,81 de la ligne 122, de Y Melle à Grammont, entre la gare de Zottegem et la halte, fermée, d'Audenhove-Sainte-Marie.

## Histoire
La station d'Erwetegem est mise en service, le 9 mai 1871 par l’Administration des chemins de fer de l’État belge (future SNCB) sur la ligne de Melle à Grammont et Braine-le-Comte de la Compagnie du chemin de fer de Braine-le-Comte à Gand.
Au bout de quelques années, elle est dotée d'un bâtiment de gare standard sans étage, proche du plan type 1881 mais sans corps de logis au niveau supérieur.
La disposition précise (nombre de travées) de ce bâtiment n'est pas connue (les seules photographies connues ont été prises de loin et la verrière du quai masque la façade. Il a disparu avant les années 1980.
La SNCB, arguant du déclin des voyageurs, décida de supprimer toutes les gares de la ligne 122 entre Zottegem et Grammont, à l'exception de celle de Lierde ; Erwetegem ferme ses portes pour l'instauration du Plan IC-IR, le 3 juin 1984.
Il ne subsiste plus de vestiges de la gare en 2021.